# Hemisferi occidental

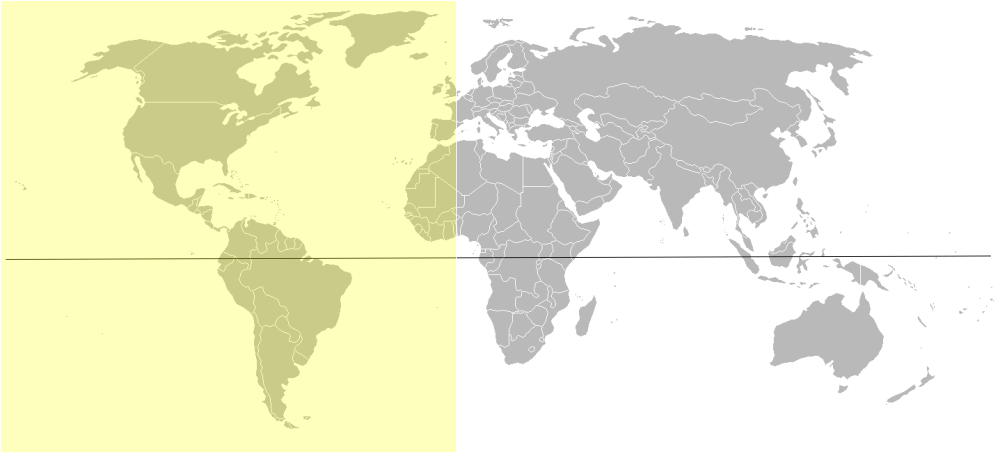
Representació geogràfica de l'hemisferi occidental

L'Hemisferi Occidental és un terme geogràfic per a la meitat de la Terra que es troba a l'oest del meridià principal (que creua Greenwich, Londres, Regne Unit) i l'est de l'antimeridià. L'altra meitat s'anomena hemisferi oriental.
Com a exemple de totum pro parte, el govern dels Estats Units utilitza àmpliament el terme Hemisferi Occidental per significar les Amèriques.

## Geografia
L'hemisferi occidental consta de les Amèriques, les porcions occidentals d'Europa i Àfrica, l'extrem oriental de Sibèria (Rússia), nombrosos territoris a Oceania i una part de l'Antàrtida, a la vegada que exclouen algunes de les illes Aleutianes al sud-oest de l'Alaska continent.
En un intent de definir l'hemisferi occidental com les parts del món que no formen part del Vell Món, també hi ha projeccions que utilitzen el 20è meridià oest i el meridià estèricament oposat al meridià 160 per definir l'hemisferi.
El centre de l'hemisferi occidental està situat a l'oceà Pacífic a la intersecció del 90 meridià oest i l'equador, entre les illes Galàpagos. El terreny més proper és l'illa de Genovesa a les coordenades 0° 19′ 00″ N, 89° 57′ 00″ O / 0.316667°N,89.95°O.
La muntanya més alta de l'hemisferi occidental és Aconcagua, als Andes de l'Argentina, a 6.960,8 metres d'altura sobre el nivell del mar.

## Estats sobirans als dos hemisferis

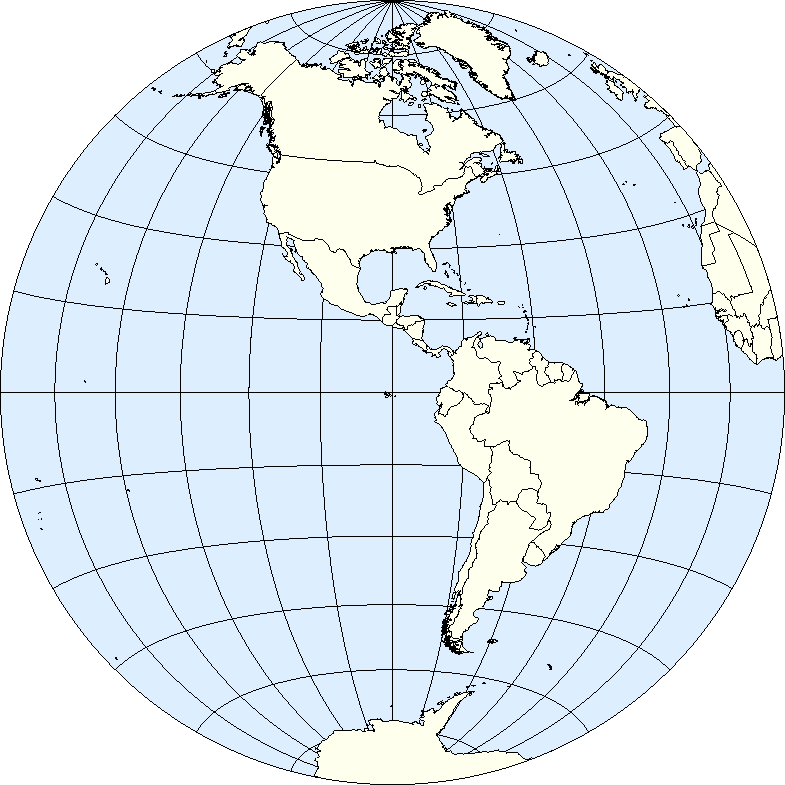
El hemisferi occidental.

A continuació, es mostra una llista dels estats sobirans que es troben tant en els hemisferis occidentals com en els del Meridià de referència de l'ERS, per ordre de nord a sud:
- Dinamarca (a causa de Groenlàndia i les illes Fèroe; Dinamarca continental es troba íntegrament a l'Hemisferi Oriental).
- Noruega (degut a Jan Mayen; Noruega continental es troba íntegrament a l'hemisferi oriental).
- Regne Unit
- França
- Espanya
- Algèria
- Mali
- Burkina Faso
- Ghana
- Togo

A continuació es mostra una llista dels estats sobirans que es troben als hemisferis occidental i oriental al llarg del 180è meridià, de nord a sud. A excepció dels Estats Units (Wake Island), tots ells es troben a un sol costat de la línia de canvi de data internacional, que es corba al seu voltant.
- Rússia (Sibèria, Cap Dekhneva)
- Estats Units (Illes d'Ultramar Menors dels Estats Units)
- Kiribati
- Tuvalu
- Fiji
- Nova Zelanda (Els grups de Kermadec i les illes Chatham són a l'est del 180è meridià) Un estat sobirà té territori als dos hemisferis, però ni el meridià principal ni el 180è meridià passen pel seu territori:

- Països Baixos (Les illes del Carib dels Països Baixos es troben íntegrament dins de l'hemisferi occidental mentre que els holandesos europeus es troben íntegrament a l'hemisferi oriental.)

## Països i territoris a l'hemisferi occidental però no a les Amèriques
Els països i territoris següents es troben fora de les Amèriques però es troben totalment o majoritàriament o parcialment dins de l'hemisferi occidental:
| Àfrica Sencers - Açores (Portugal) - Cap Verd - Gambia - Guinea - Guinea-Bissau - Costa d'Ivori - Liberia - Madeira (Portugal) - Mauritània - Marroc - Santa Helena, Ascensió i Tristan da Cunha (Regne Unit) - Senegal - Sierra Leone - Sàhara Occidental (Disputat) Majoritàriament - Burkina Faso - Ghana - Mali Parcialment - Algèria - Togo Antàrtida Sencer - Illa de Pere I (Signants del Tractat Antàrtic/ Reclamat per Noruega) - Illes de Geòrgia del Sud i Sandwich del Sud (Administrat pel Regne Unit/ Reclamat per Argentina) - Illes Òrcades del Sud (Signants del Tractat Antàrtic/ Reclamat pel Regne Unit) - Illes Shetland del Sud (Signants del Tractat Antàrtic/ Reclamat pel Regne Unit) Parcialment - Antàrtida (Signants del Tractat Antàrtic) - Península Antàrtica (Íntegrament) - Antàrtida Oriental (Parcialment) - Antàrtida Occidental (Íntegrament) - Muntanyes Transantàrtiques (Íntegrament) | Asia Parcialment - Rússia (Sibèria) Europa Sencer - Batllia de Guernsey (Regne Unit) - Alderney - Guernsey - Sark - Batllia de Jersey (Regne Unit) - Illes Fèroe (Dinamarca) - Gibraltar (Regne Unit) - Islàndia - Illa de Man (Regne Unit) - Jan Mayen (Noruega) - Portugal - Irlanda - Rockall (Regne Unit) - Shetland (Regne Unit) Majoritàriament - Espanya - Regne Unit - Anglaterra (Majoritàriament) - Irlanda del Nord (Sencer) - Escòcia (Sencer) - Gal·les (Sencer) Parcialment - França (Metropolità) | Oceania Sencers - Samoa Americana (Estats Units) - Illa Baker (Estats Units) - Illes Chatham (Nova Zelanda) - Illa Clipperton (França) - Illes Cook (Nova Zelanda) - Illa de Pasqua (Xile) - Polinèsia Francesa (incluint Tahiti) (França) - Illes Galàpagos (Equador) - Hawaii (Estats Units) - Illa Howland (Estats Units) - Illa Jarvis (Estats Units) - Atol Johnston (Estats Units) - Illes Kermadec (Nova Zelanda) - Escull Kingman (Estats Units) - Atol Midway (Estats Units) - Niue (Nova Zelanda) - Atol Palmyra (Estats Units) - Illes Pitcairn (Regne Unit) - Samoa - Tokelau (Nova Zelanda) - Tonga Majoritàriament - Kiribati - Wallis i Futuna (França) Parcialment - Fiji - Tuvalu |